# Ooencyrtus ovidivorus
Ooencyrtus ovidivorus är en stekelart som först beskrevs av Girault 1925.  Ooencyrtus ovidivorus ingår i släktet Ooencyrtus och familjen sköldlussteklar. Inga underarter finns listade i Catalogue of Life.